# Paul Mesnard
Pour les articles homonymes, voir Mesnard.
Paul Mesnard, né le 11 août 1812 à Paris où il est mort le 12 mars 1899, est un historien, homme de lettres et critique littéraire.

## Biographie
Paul Mesnard est un historien, homme de lettres, critique littéraire, traducteur de grec ancien, agrégé de lettres et docteur ès Lettres (Paris, 1832).
Il est l'auteur d'une notice biographique de 344 pages placée en tête de l'édition des Lettres de Madame de Sévigné publiée en 1861 par la Librairie Hachette.
Il est avec Eugène Despois le maître d'œuvre de l'édition critique en treize volumes des Œuvres de Molière dans la collection des Grands écrivains de la France publiée entre 1873 et 1895 par la maison Hachette, édition dont les notices restent aujourd'hui encore des références,.
Il édite ensuite, dans la même collection, les Œuvres de Jean Racine en huit volumes.
Il a reçu le Prix Vitet de l'Académie française en 1890.

## Ouvrages

### Notices et lexiques
- Notice biographique sur J.-B. Molière, Paris, impr. A. Lahure, 1889 (BNF 38651522)
- Notice sur Mme de Sévigné, vol. 1, Paris, Hachette, 1861 (BNF 30933749, SUDOC 023875178)
- Notice biographique sur Jean Racine, Imprimerie générale de Ch. Lahure, 1865, 196 p. (SUDOC 146741773)
- Lexique de la langue de Racine, Paris, Hachette, coll. « Les grands écrivains de la France », 1888 (SUDOC 032056230)
- Lexique de la langue de Molière, Paris, Hachette, coll. « Les grands écrivains de la France », 1900 (SUDOC 097493813)
- Rigault Hippolyte, Conversations littéraires et morales, Paris, Charpentier, 1859 (SUDOC 094672350)

### Anthologies
- Œuvres complètes de Molière, Vol. 4 à 13, Hachette, coll. « Les grands écrivains de la France », 1873 (SUDOC 049372734)
- Œuvres de Jean de La Fontaine, Paris, Hachette & Cie, coll. « Les grands écrivains de la France », 1883-1897 (SUDOC 015519546)
- Oeuvres de Jean Racine, Paris, Hachette, coll. « Les grands écrivains de la France », 1873 (BNF 39769747)
- Jean Racine, Andromaque ; Les Plaideurs ; Britannicus ; Bérénice ; Bajazet, Paris, Hachette et Cie, coll. « Les Grands écrivains de la France », 1886 (SUDOC 072950552)
- Jean Racine, Mithridate ; Iphigénie ; Phèdre ; Esther ; Athalie, Paris, Hachette et Cie, coll. « Les Grands écrivains de la France » (no 10), 1885 (SUDOC 072950595)
- Jean Racine, Epitaphes ; Explications de médailles ; Fragments et notes historiques ; Notes sur des sujets religieux, Paris, Hachette, coll. « Les grands écrivains de la France », 1887 (SUDOC 032055811)
- Jean Racine, Musique des chœurs d'Esther et d'Athalie et des cantiques spirituels, Paris, Hachette, 1873[7]

### Traductions
- Eschyle, Orestie, Paris, Hachette, 1863 (SUDOC 010194231)
- Platon, Le Premier Alcibiade, Paris, 1842 (BNF 30933754)
- Sophocle, Œdipe à Colone, Paris, Librairie Hachette, 1893 (SUDOC 051549948)

### Divers
- La comédie chez les Grecs (Thèse), Paris, Faculté des lettres - impr. de Casimir, 1832 (BNF 30933752)
- De societate corporis et animi : dissertatio philosophica (Thèse), Faculté des lettres, 1832 (SUDOC 084794658)
- Toast à molière, La Rochelle, N. Texier (BNF 30933751)
- Histoire de l'Academie francaise : depuis sa fondation jusqu'en 1830, Paris, Charpentier, 1857 (SUDOC 026339080)
- Louis de Rouvroy duc de Saint-Simon, Projets de gouvernement du duc de Bourgogne, paris, Hachette, 1860 (BNF 31285355)
- Discours d'ouverture prononcé par M. Mesnard, à la distribution des prix du collège Charlemagne, le 17 août 1837, Paris, impr. de Chassaignon, 1837 (BNF 30933747)